# Zygmunt Ciechanowski
Zygmunt Wojciech Ciechanowski (ur. 23 kwietnia 1873 w Bochni, zm. 8 sierpnia 1966 w Rabce) – polski inżynier, mechanik, profesor Politechniki Lwowskiej i Śląskiej.

## Życiorys
Urodził się 23 kwietnia 1873 w Bochni, w rodzinie Wiktoryna, inżyniera kolejowego i Florentyny ze Schwarzów. Miał dziewięcioro rodzeństwa. Jego starszym bratem był Stanisław, anatomopatolog, profesor Uniwersytetu Jagiellońskiego, a młodszą siostrą Elżbieta, poetka i działaczka społeczna. Ukończył Gimnazjum św. Anny, a później Wydział Budowy Maszyn w Wyższej Szkole Technicznej w Charlottenburgu, uzyskując w 1902 roku tytuł inżyniera dyplomowanego budowy maszyn. W latach 1897–1898 służył w austro-węgierskiej marynarce wojennej. Po opuszczeniu wojska pracował w fabryce mechanicznej w Berlinie, a następnie w latach 1900–1907 w Fabryce Maszyn L. Zieleniewskiego w Krakowie, pełniąc w latach 1921–1923 funkcję dyrektora techniczego). W latach 1905–1907 uczył w Szkole Przemysłowej w Krakowie. Opracował wiele konstrukcji maszyn i pomp, sprężarek tłokowych. Około 1906 roku był budowniczym wodociągów w Zakopanem. W latach 1907–1944 przebywał we Lwowie: w latach 1907–1918 pracował w Szkole Politechnicznej, gdzie w 1907 roku uzyskał stopień doktora, pełnił funkcję kierownika Katedry Pomp i Silników Wodnych, w latach 1915–1916 prodziekana, w latach 1916–1918 dziekana Wydziału Budowy Maszyn. W 1911 roku został mianowany profesorem nadzwyczajnym, a w 1913 roku uzyskał tytuł profesora zwyczajnego.
W latach 1920–1939 pracował na Politechnice Lwowskiej, gdzie pełnił funkcje: w latach 1919–1920 i 1930–1931 prodziekana, w latach 1929–1930 dziekana Wydziału Mechanicznego, a w latach 1935–1938 prorektora. W latach 1939–1941 był profesorem w Lwowskim Instytucie Politechnicznym, w latach 1941–1944 wykładowcą na tajnych kursach politechnicznych. Był członkiem Izby Inżynierów, członkiem Towarzystwa Politechnicznego we Lwowie.
W maju 1944 roku przybył do Krakowa, gdzie pracował w Miejskich Wodociągach i Kanalizacji. W latach 1945–1960 był profesorem na Politechnice Śląskiej w Gliwicach, gdzie pełnił funkcję kierownika Katedry Pomp Silników Wodnych, a w latach 1945–1946 dziekana Wydziału Mechanicznego oraz w Akademii Górniczo-Hutniczej w Krakowie, gdzie w latach 1945–1947 został kierownikiem Katedry Pomp, Sprężarek i Wentylatorów, w latach 1946–1948 prodziekanem Wydziału Elektro-Mechanicznego. 15 maja 1957 otrzymał doktorat honoris causa Politechniki Gdańskiej „w uznaniu nieprzemijających zasług w ciągu 50-lecia działalności inżynierskiej i naukowej dla dobra nauki polskiej i pracy dydaktycznej oraz rozwoju polskiego przemysłu budowy maszyn”. Był członkiem honorowym Stowarzyszenia Inżynierów Mechaników Polskich. Na emeryturę przeszedł w 1960 roku.

## Ordery i odznaczenia
- Order Sztandaru Pracy I klasy
- Krzyż Komandorski Orderu Odrodzenia Polski (11 listopada 1936)[5][6]
- Medal 10-lecia Polski Ludowej (1955)[7]
- Złota Odznaka XV-lecia Politechniki Śląskiej